# Barém nos Jogos Olímpicos de Verão de 2020
O Barém competiu nos Jogos Olímpicos de Verão de 2020 em Tóquio. Originalmente programados para ocorrerem de 24 de julho a 9 de agosto de 2020, os Jogos foram adiados para 23 de julho a 8 de agosto de 2021, por causa da pandemia COVID-19. Será a décima participação consecutiva do Barém nos Jogos Olímpicos.

## Competidores
Abaixo está a lista do número de competidores nos Jogos.
| Esporte       | Masculino | Feminino | Total |
| ------------- | --------- | -------- | ----- |
| Atletismo     | 9         | 5        | 14    |
| Boxe          | 1         | 0        | 1     |
| Natação       | 1         | 1        | 2     |
| Handebol      | 14        | 0        | 14    |
| Tiro com arco | 0         | 1        | 1     |
| Total         | 25        | 7        | 32    |